# Stamboom Albertine Agnes van Nassau
Dit is de stamboom van Albertine Agnes van Nassau (1634-1696).
| Stamboom Albertine Agnes van Nassau (1634-1696)                                            | Stamboom Albertine Agnes van Nassau (1634-1696)                                               | Stamboom Albertine Agnes van Nassau (1634-1696)                                               |                                                                            |
| ------------------------------------------------------------------------------------------ | --------------------------------------------------------------------------------------------- | --------------------------------------------------------------------------------------------- | -------------------------------------------------------------------------- |
| Grootouders                                                                                | Willem I van Nassau, prins van Oranje (1533-1584) x 1583 Louise de Coligny (1555-1620)        | Johan Albrecht I van Solms-Braunfels x Agnes van Sayn-Wittgenstein                            |                                                                            |
| Ouders                                                                                     | Frederik Hendrik van Nassau, prins van Oranje (1584-1647) x 1625 Amalia van Solms (1602-1675) | Frederik Hendrik van Nassau, prins van Oranje (1584-1647) x 1625 Amalia van Solms (1602-1675) |                                                                            |
| Albertine Agnes van Nassau (1634-1696) x 1652 Willem Frederik van Nassau-Dietz (1613-1664) |                                                                                               |                                                                                               |                                                                            |
| Kinderen                                                                                   | Amalia (1655-1695) x Johan Willem van Saksen-Eisenach (1666-1729)                             | Hendrik Casimir II (1657-1696) x 1683 Amalia van Anhalt-Dessau (1666-1726)                    | Hendrik Casimir II (1657-1696) x 1683 Amalia van Anhalt-Dessau (1666-1726) |
| Kleinkinderen                                                                              | Willem Hendrik van Saksen-Eisenach (1691-1741)                                                | Johan Willem Friso (1687-1711)                                                                |                                                                            |